# Peter Wiesflecker
Peter Wiesflecker (* 1965 in Villach) ist ein österreichischer Archivar und Landeshistoriker.

## Biographie
Wiesflecker wuchs in Feistritz an der Gail auf und legte 1984 die Matura am Gymnasium Tanzenberg ab. An der Universität Wien studierte er Rechtswissenschaften und Geschichte und erwarb 1989 den akademischen Grad eines Mag. phil. 1992 erfolgte seine Promotion zum Dr. phil. 1990 bis 1993 war er Mitarbeiter am FWF-Projekt "Die Slovenen in Kärnten 1930-1941". Wiesflecker schloss 1998 den Ausbildungskurs für Archivare am Institut für Österreichische Geschichtsforschung ab, 2009 den Universitätslehrgang Kanonisches Recht für Juristen. An der Universität Graz erlangte er 2014 die Habilitation für Geschichte, ebenso erwarb er dort im selben Jahr den Grad eines Dr. theol.
Seit 1998 ist Wiesflecker wissenschaftlicher Beamter der Steiermärkischen Landesregierung und arbeitet im steiermärkischen Landesarchiv als Bereichsleiter für Sondersammlungen, Reprographie. Seit 2009 ist er Lehrbeauftragter für Archivwesen an der Universität Graz. Ferner ist er Mitglied der Historischen Landeskommission für Steiermark.

## Schriften (Auswahl)
- Studien zur habsburgischen Heirats- und Familienpolitik im Zeitalter Kaiser Franz Josephs I. Austritte aus dem Kaiserhaus und Ehen mit Bürgerlichen, Diplomarbeit, Universität Wien 1989.
- Die Nobilitierungen Kaiser Karls I. von Österreich. Studien zum österreichischen Adel am Ende der Donaumonarchie, Dissertation, Universität Wien 1992.
- „Hie ist verschribn der Adl in Karnndtn...“ Studien zur Adelsliste in Jakob Unrests Kärntner Chronik mit einem besitz- und familiengeschichtlichen Kommentar zu den Familien des niederen Adels, Staatsprüfungsarbeit am Institut für Österreichische Geschichtsforschung, Wien 1998.
- Wernberg. Aus der Geschichte einer Kärntner Gemeinde. Heyn, Klagenfurt 2001, ISBN 3-85366-967-0.
- Feistritz an der Gail. Ein Dorf im Schnittpunkt dreier Kulturen. Gemeinde Feistritz an der Gail, Feistritz an der Gail 2003, ISBN 3-85391-223-0.
- Hohenthurn. Geschichte eines Lebensraumes und seiner Menschen. Heyn, Klagenfurt 2009, ISBN 978-3-7084-0338-0.
- „Wir haben strenge Klausur ...“. Kirchenrechtliche und kirchenrechtshistorische Aspekte der päpstlichen Klausur am Beispiel der Benediktinerinnenabtei St. Gabriel/Bertholdstein (= Allgemeine Wissenschaftliche Reihe. Band 15). Leykam, Graz 2010, ISBN 978-3-7011-0179-5 (zugleich Masterarbeit, Wien 2009).
- Alter und neuer Adel. Struktur und Wandel der adeligen Gesellschaft Österreichs vom 16. bis ins 20. Jahrhundert, Habilitationsschrift, Universität Graz 2014.
- „… man erwartet von Euch keine Heiligen …“. Struktur und Transformation geistlicher Frauengemeinschaften im 19. und 20. Jahrhundert am Beispiel der Grazer Karmelitinnen, der Benediktinerinnen von St. Gabriel und der Vorauer Marienschwestern (= Allgemeine Wissenschaftliche Reihe. Band 39) (= Forschungen zur geschichtlichen Landeskunde der Steiermark. Band 72). Leykam, Graz 2015, ISBN 978-3-7011-0333-1 (zugleich Dissertation, Graz 2014).